# Wahlbezirk Böhmen 3
Der Wahlbezirk Böhmen 3 war ein Wahlkreis für die Wahlen zum Abgeordnetenhaus im österreichischen Kronland Böhmen. Der Wahlbezirk wurde 1907 mit der Einführung der Reichsratswahlordnung geschaffen und bestand bis zum Zusammenbruch der Habsburgermonarchie.

## Geschichte
Nachdem der Reichsrat im Herbst 1906 das allgemeine, gleiche, geheime und direkte Männerwahlrecht beschlossen hatte, wurde mit 26. Jänner 1907 die große Wahlrechtsreform durch Sanktionierung von Kaiser Franz Joseph I. gültig. Mit der neuen Reichsratswahlordnung schuf man insgesamt 516 Wahlbezirke, wobei mit Ausnahme Galiziens in jedem Wahlbezirk ein Abgeordneter im Zuge der Reichsratswahl gewählt wurde. Der Abgeordnete musste sich dabei im ersten Wahlgang oder in einer Stichwahl mit absoluter Mehrheit durchsetzen. Der Wahlkreis Böhmen 3 bzw. Obere Neustadt I, umfasste dabei Teile des II. Prager Gemeindebezirks, wobei die Abgrenzung wie folgt festgelegt wurde: „Vom II. Gemeindebezirk der Teil, der durch den 1. und 3. Wahlbezirk, durch die Resselgasse, Karlsplatz, Gerstengasse und die Verlängerung der letzten über den Komenskyplatz begrenzt wird.“ Aus der Reichsratswahl 1907 ging Vladimír Srb (Alttschechen) als Sieger hervor, der jedoch bereits 1909 sein Mandat niederlegte und in der Folge überraschend von Karel Stanislav Sokol von der Radikalen Staatsrechtspartei abgelöst wurde. 1911 gewann Karel Kramář (Jungtschechen) die Wahl.

## Wahlen

### Reichsratswahl 1907
Die Reichsratswahl 1907 wurde am 14. Mai 1907 durchgeführt. Die Stichwahl entfiel auf Grund der absoluten Mehrheit von Srb im ersten Wahlgang.
| Kandidat                                                               | Partei                                  | Wahlkreisstimmen | Prozent |
| ---------------------------------------------------------------------- | --------------------------------------- | ---------------- | ------- |
| Vladimír Srb                                                           | Alttschechen                            | 2399             | 50,3 %  |
| Jan Havránek                                                           | Tschechische Sozialdemokratische Partei | 815              | 17,1 %  |
| Alexander Richter                                                      | Deutsche Fortschrittspartei             | 650              | 13,6 %  |
| Ečer                                                                   | Tschechische national-soziale Partei    | 477              | 10,0    |
| Mudroch                                                                | Katholische Volkspartei                 | 229              | 4,8 %   |
| Rafael Pacher                                                          | Deutschvölkische Partei                 | 90               | 1,9 %   |
|                                                                        | Sonstige Parteien                       | 105              | 2,2 %   |
| Wahlberechtigte: 10779, ungültige Stimmen: 16, Wahlbeteiligung: 44,4 % |                                         |                  |         |

### Reichsratsergänzungswahl 1910
Nach der Mandatsniederlegung des Abgeordneten Srb am 19. Oktober 1909 wurde eine Ergänzungswahl für seinen Nachfolger ausgeschrieben. Diese wurde am 12. Jänner 1910 (erster Wahlgang) bzw. am 19. Jänner 1910 (Stichwahl) durchgeführt. Bei der Stichwahl konnte sich Karel Sokol durchsetzen.

#### Erster Wahlgang
| Kandidat                                                              | Partei                                  | Wahlkreisstimmen | Prozent |
| --------------------------------------------------------------------- | --------------------------------------- | ---------------- | ------- |
| Alois Rašín                                                           | Jungtschechen                           | 1776             | 40,2 %  |
| Karel Stanislav Sokol                                                 | Radikale Staatsrechtspartei             | 765              | 17,3 %  |
| Jaroslav Mattuš                                                       | Alttschechen                            | 707              | 16,0 %  |
| Jan Slavíček                                                          | Tschechische national-soziale Partei    | 671              | 15,2 %  |
| Jan Havránek                                                          | Tschechische Sozialdemokratische Partei | 483              | 10,9 %  |
|                                                                       | Sonstige                                | 20               | 0,5 %   |
| Wahlberechtigte: 6690, ungültige Stimmen: 38, Wahlbeteiligung: 66,7 % |                                         |                  |         |

#### Stichwahl
| Kandidat                                                              | Partei                      | Wahlkreisstimmen | Prozent |
| --------------------------------------------------------------------- | --------------------------- | ---------------- | ------- |
| Karel Stanislav Sokol                                                 | Radikale Staatsrechtspartei | 2401             | 51,7 %  |
| Alois Rašín                                                           | Jungtschechen               | 2241             | 48,3 %  |
| Wahlberechtigte: 6690, ungültige Stimmen: 48, Wahlbeteiligung: 70,0 % |                             |                  |         |

### Reichsratswahl 1911
Die Reichsratswahl 1911 wurde am 13. Juni 1911 durchgeführt. Die Stichwahl entfiel auf Grund des absoluten Mehrheit für Karel Baxa im ersten Wahlgang.
| Kandidat                                                               | Partei                                  | Wahlkreisstimmen | Prozent |
| ---------------------------------------------------------------------- | --------------------------------------- | ---------------- | ------- |
| Karel Kramář                                                           | Jungtschechen                           | 3608             | 71,1 %  |
| Vaclav Bocek                                                           | Tschechische Sozialdemokratische Partei | 595              | 11,7 %  |
| Alexander Richter                                                      | Deutsche Fortschrittspartei             | 496              | 9,8 %   |
| Anton Hain                                                             | Tschechische Fortschrittspartei         | 204              | 4,0 %   |
| Josef Cibák                                                            | Tschechische Christlichsoziale Partei   | 123              | 2,4 %   |
| Vinzenz Novak                                                          | Parteilos                               | 15               | 0,3 %   |
|                                                                        | Sonstige                                | 34               | 0,7 %   |
| Wahlberechtigte: 6665, ungültige Stimmen: 31, Wahlbeteiligung: 76,96 % |                                         |                  |         |